# 迪利然脉冲足球俱乐部
迪利然脉冲足球俱乐部，亚美尼亚塔武什州迪利然市的一个足球俱乐部。目前参加亚美尼亚足球甲级联赛，主场位于迪利然城市体育场。

## 历史
目前的迪利然俱乐部是于2009年重建的。该俱乐部附属的足球学校位于埃里温。